# Rhipidomys venustus
Rhipidomys venustus es una especie de roedor de la familia Cricetidae.

## Distribución geográfica
Se encuentra en Venezuela. 